# 상주시의 국회의원

## 행정구역 변천
- 1945년 8월 15일 경상북도 상주군
- 1986년 1월 1일 상주읍·내서면 일부(연원리·남장리)·외서면 일부(남적리)에 상주시 설치
- 1986년 4월 1일 화북면을 화남면으로 분면
- 1995년 1월 1일 상주시와 상주군을 통합하여 상주시 설치

## 상주시의 역대 국회의원 일람
| 대수         | 이름           | 소속정당               | 임기                                | 선거구역                                                                                |
| ------------ | -------------- | ---------------------- | ----------------------------------- | --------------------------------------------------------------------------------------- |
| 제1대        | 한암회(韓嚴回) | 대한독립촉성국민회     | 1948년 5월 31일 ~ 1950년 5월 30일   | 상주군 갑: 상주읍 사벌면 중동면 낙동면 청리면 공성면 외남면                             |
| 제1대        | 전진한(錢鎭漢) | 대한독립촉성노동총연맹 | 1948년 5월 31일 ~ 1950년 5월 30일   | 상주군 을: 내서면 모동면 모서면 화동면 화서면 화북면 외서면 은척면 공검면 함창면 이안면 |
| 제2대        | 박성우(朴性宇) | 무소속                 | 1950년 5월 31일 ~ 1954년 5월 30일   | 상주군 갑: 상주읍 사벌면 중동면 낙동면 청리면 공성면 외남면                             |
| 제2대        | 백남식(白南軾) | 대한독립촉성국민회     | 1950년 5월 31일 ~ 1954년 5월 30일   | 상주군 을: 내서면 모동면 모서면 화동면 화서면 화북면 외서면 은척면 공검면 함창면 이안면 |
| 제3대        | 김달호(金達鎬) | 무소속                 | 1954년 5월 31일 ~ 1958년 5월 30일   | 상주군 갑: 상주읍 사벌면 중동면 낙동면 청리면 공성면 외남면                             |
| 제3대        | 백남식(白南軾) | 무소속                 | 1954년 5월 31일 ~ 1958년 5월 30일   | 상주군 을: 내서면 모동면 모서면 화동면 화서면 화북면 외서면 은척면 공검면 함창면 이안면 |
| 제4대        | 조광희(趙洸熙) | 자유당                 | 1958년 5월 31일 ~ 1960년 7월 28일   | 상주군 갑: 상주읍 사벌면 중동면 낙동면 청리면 공성면 외남면                             |
| 제4대        | 김정근(金正根) | 무소속                 | 1958년 5월 31일 ~ 1960년 7월 28일   | 상주군 을: 내서면 모동면 모서면 화동면 화서면 화북면 외서면 은척면 공검면 함창면 이안면 |
| 제5대 민의원 | 홍정표(洪正杓) | 민주당                 | 1960년 7월 29일 ~ 1961년 5월 16일   | 상주군 갑: 상주읍 사벌면 중동면 낙동면 청리면 공성면 외남면                             |
| 제5대 민의원 | 김기영(金基玲) | 무소속                 | 1960년 7월 29일 ~ 1961년 5월 16일   | 상주군 을: 내서면 모동면 모서면 화동면 화서면 화북면 외서면 은척면 공검면 함창면 이안면 |
| 제6대        | 김정근(金正根) | 민주공화당             | 1963년 12월 17일 ~ 1967년 6월 30일  | 상주군 일원                                                                             |
| 제7대        | 김천수(金天洙) | 민주공화당             | 1967년 7월 1일 ~ 1971년 6월 30일    | 상주군 일원                                                                             |
| 제8대        | 김인(金仁)     | 민주공화당             | 1971년 7월 1일 ~ 1972년 10월 17일   | 상주군 일원                                                                             |
| 제9대        | 김윤하(金潤河) | 무소속                 | 1973년 3월 12일 ~ 1979년 3월 11일   | 김천시·금릉군·상주군 일원                                                               |
| 제9대        | 백남억(白南檍) | 민주공화당             | 1973년 3월 12일 ~ 1979년 3월 11일   | 김천시·금릉군·상주군 일원                                                               |
| 제10대       | 박정수(朴定洙) | 무소속                 | 1979년 3월 12일 ~ 1980년 10월 27일  | 김천시·금릉군·상주군 일원                                                               |
| 제10대       | 정휘동(鄭輝東) | 무소속                 | 1979년 3월 12일 ~ 1980년 10월 27일  | 김천시·금릉군·상주군 일원                                                               |
| 제11대       | 박정수(朴定洙) | 무소속                 | 1981년 4월 11일 ~ 1985년 4월 10일   | 김천시·금릉군·상주군 일원                                                               |
| 제11대       | 정휘동(鄭輝東) | 민주정의당             | 1981년 4월 11일 ~ 1985년 4월 10일   | 김천시·금릉군·상주군 일원                                                               |
| 제12대       | 김상구(金相球) | 민주정의당             | 1985년 4월 11일 ~ 1988년 5월 29일\| | 김천시·금릉군·상주군 일원                                                               |
| 제12대       | 이재옥(李在玉) | 신한민주당             | 1985년 4월 11일 ~ 1988년 5월 29일\| | 김천시·금릉군·상주군 일원                                                               |
| 제13대       | 김근수(金瑾洙) | 민주정의당             | 1988년 5월 30일 ~ 1992년 5월 29일   | 상주시·상주군 일원                                                                      |
| 제14대       | 김상구(金相球) | 무소속                 | 1992년 5월 30일 ~ 1996년 5월 29일   | 상주시·상주군 일원                                                                      |
| 제15대       | 이상배(李相培) | 신한국당               | 1996년 5월 30일 ~ 2000년 5월 29일   | 상주시 일원                                                                             |
| 제16대       | 이상배(李相培) | 한나라당               | 2000년 5월 30일 ~ 2004년 5월 29일   | 상주시 일원                                                                             |
| 제17대       | 이상배(李相培) | 한나라당               | 2004년 5월 30일 ~ 2008년 5월 29일   | 상주시 일원                                                                             |
| 제18대       | 성윤환(成允煥) | 무소속                 | 2008년 5월 30일 ~ 2012년 5월 29일   | 상주시 일원                                                                             |
| 제19대       | 김종태(金鍾泰) | 새누리당               | 2012년 5월 30일 ~ 2016년 5월 29일   | 상주시 일원                                                                             |
| 제20대       | 김종태(金鍾泰) | 새누리당               | 당선 무효                           | 상주시·군위군·의성군·청송군 일원                                                        |
| 제20대       | 김재원(金在原) | 자유한국당             | 2017년 4월 13일 ~ 2020년 5월 29일   | 상주시·군위군·의성군·청송군 일원                                                        |
| 제21대       | 임이자(林利子) | 미래통합당             | 2020년 5월 30일 ~ 2024년 5월 29일   | 상주시·문경시 일원                                                                      |
| 제22대       | 임이자(林利子) | 국민의힘               | 2024년 5월 30일 ~                   | 상주시·문경시 일원                                                                      |

## 같이 보기
- 군위군의 국회의원
- 의성군의 국회의원
- 청송군의 국회의원
- 문경시의 국회의원
- 상주시 (선거구)
- 상주시·군위군·의성군·청송군
- 상주시·문경시